# Hyastenus minutus
Hyastenus minutus is een krabbensoort uit de familie van de Epialtidae. De wetenschappelijke naam van de soort is voor het eerst geldig gepubliceerd in 1939 door Alida Buitendijk.
Deze soort komt voor in de Indonesische Archipel. Ze werd verzameld bij Ternate tijdens de Snellius-expeditie naar Nederlands-Indië in 1929-30.